# 箱根神社
箱根神社（はこねじんじゃ）是位在日本神奈川縣足柄下郡箱根町的神社。舊社格為國幣小社（現神社本廳的別表神社）。過去也稱作箱根權現、三所大權現。2000年，神社境內新建了九頭龍神社的新宮。

## 概要
傳說箱根神社建於孝昭天皇時代的757年（奈良時代天平寶字元年），在箱根山腳下，位於蘆之湖沿岸。神社的鳥居門位於蘆之湖沿岸，遊湖時便清晰可見。為了讓新船隻下水時祈福而建立在水邊。

## 關連項目
- 九頭龍神社 - 祭祀九頭龍傳承。
- 伊豆山神社 - 源賴朝二社詣（伊豆山神社・箱根神社）
- 三島大社 - 源賴朝三社詣（伊豆山神社・箱根神社・三島大社）

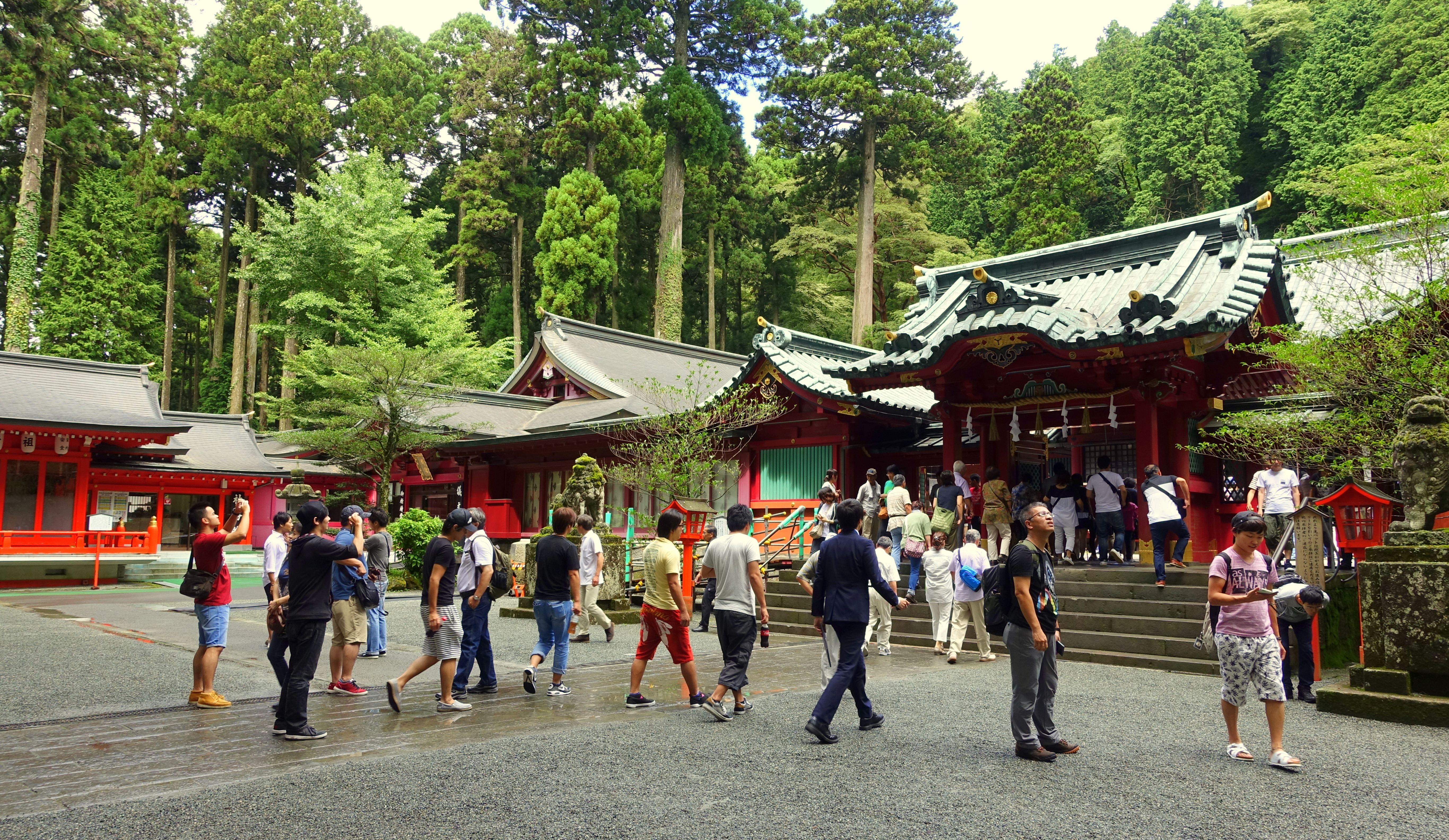
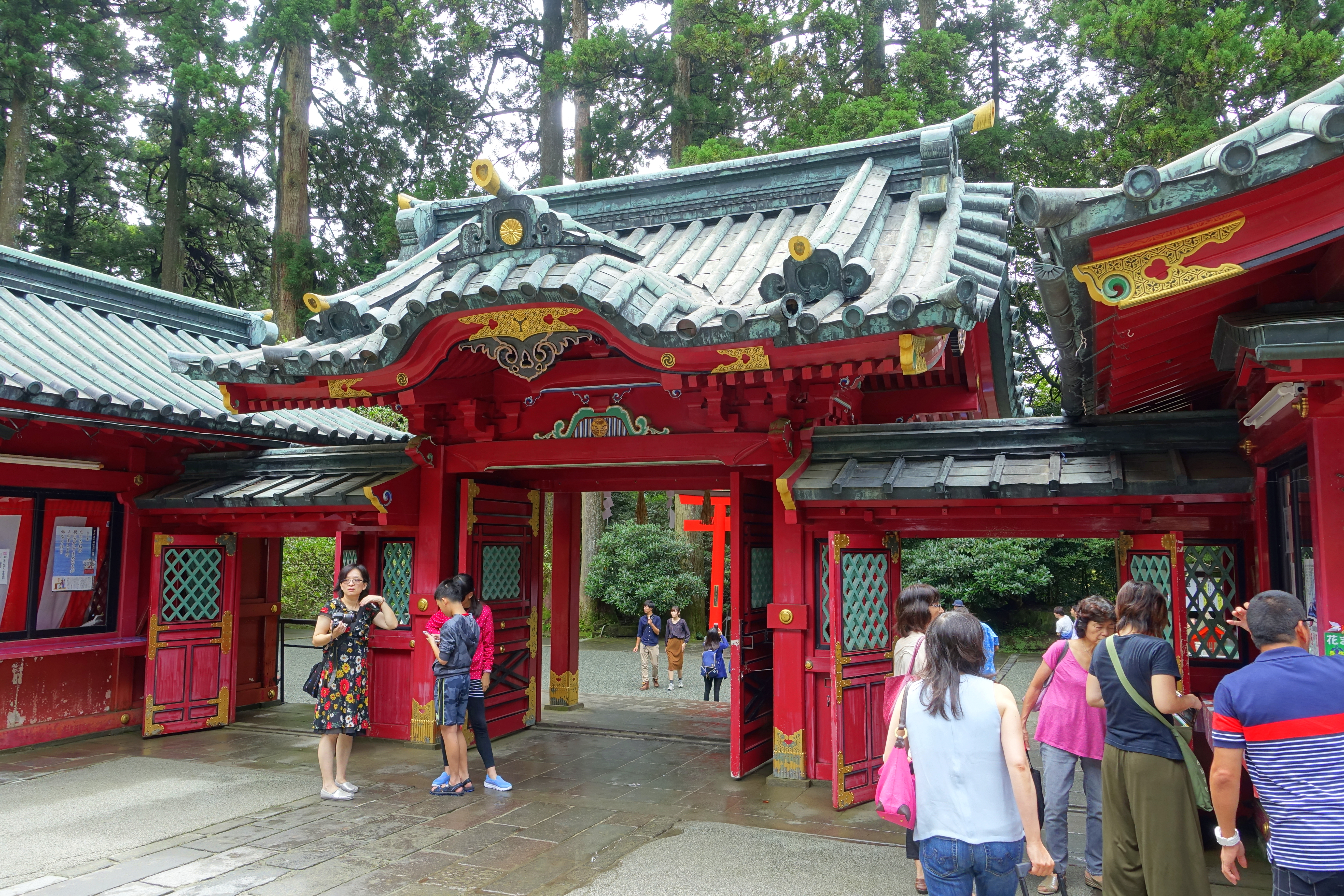
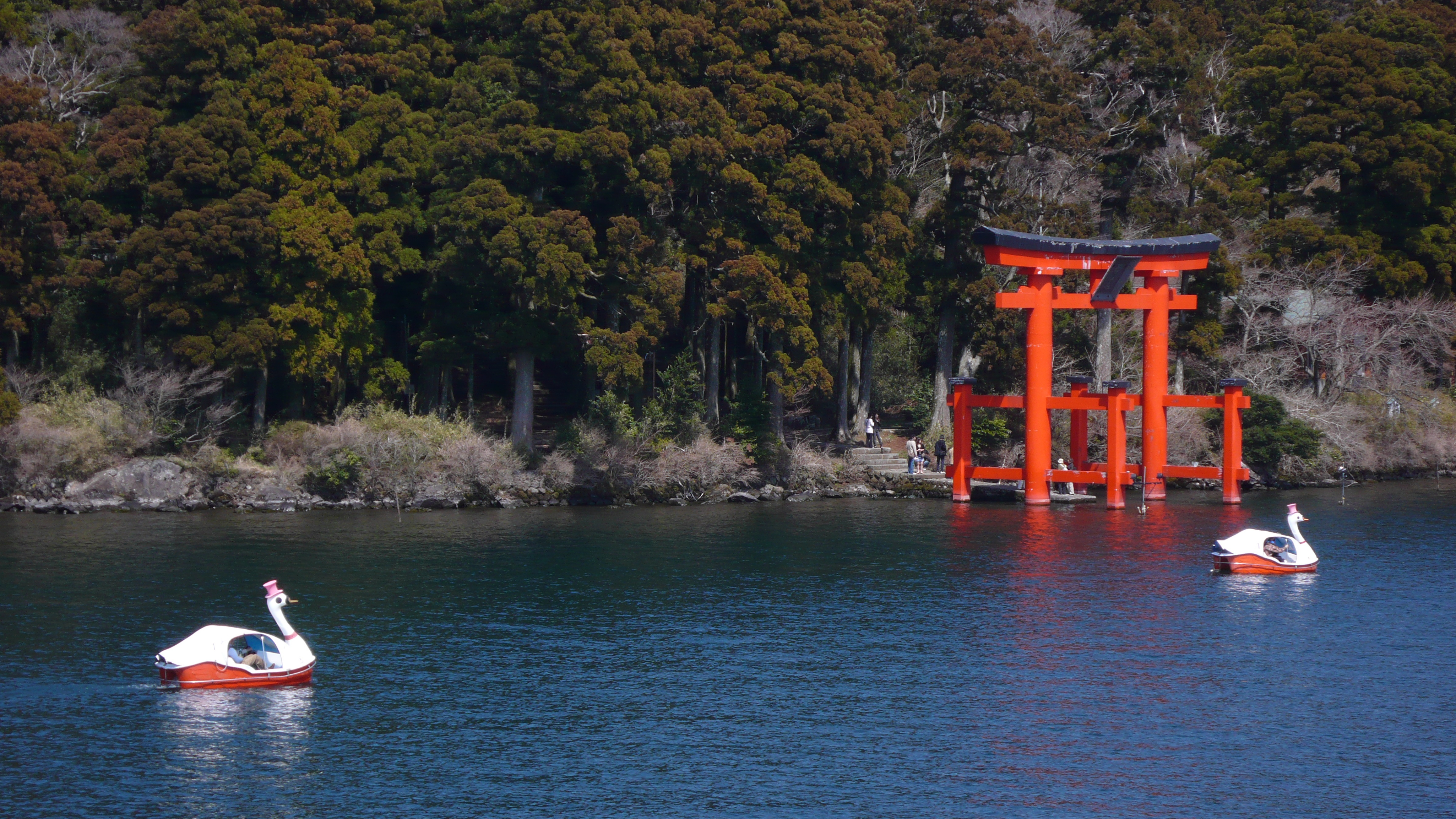
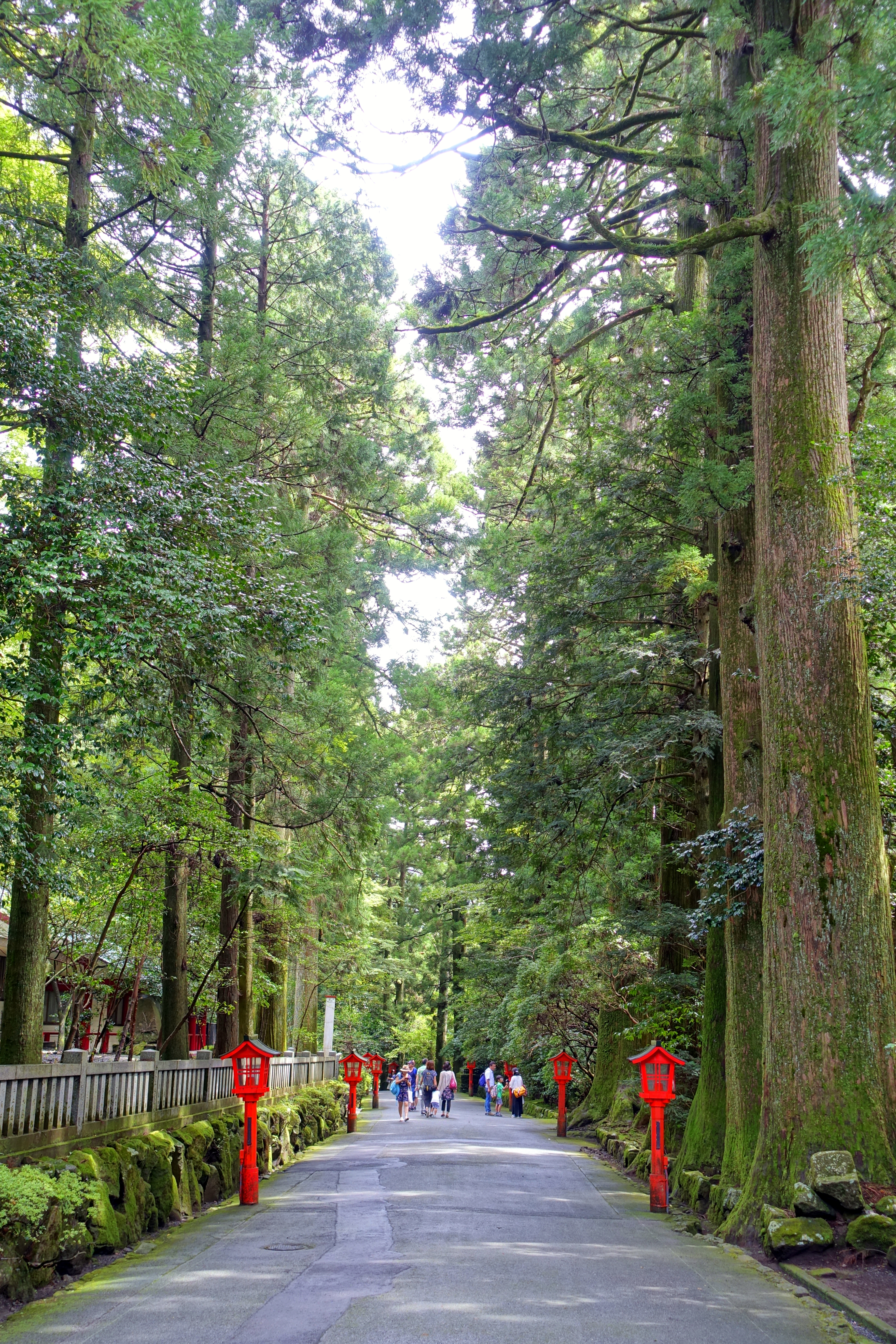

- 曾我兄弟復仇事件

## 外部連結
- 箱根神社 （页面存档备份，存于）